# Aïn Itti
Aïn Itti (en arabe : عين إطّي, en berbère : ⵄⵉⵏ ⵉⵟⵟⵉ) est un quartier de Marrakech situé dans l'arrondissement Ennakhil. Il se déploie le long de la route de Fès (RN8), sur la rive droite de l'Oued Issil.
En nombre d'habitants, Aïn Itti est le deuxième douar périurbain de Marrakech. Il a connu au cours du dernier quart du XXe siècle une croissance fulgurante, passant de 500 habitants en 1960 à 10 000 en 2000, croissance qui s'est maintenue au début des années 2000 puisque le quartier comptait environ 15 000 habitants en 2015. Le quartier a en effet été durant cette période un important réceptacle de l'exode rural, principalement en provenance du Haouz central (région d'Aït Ourir) et septentrional (régions de Tamellalt et Laâttaouia). Au nord de la route de Fès se trouve le douar d'Aïn Itti à proprement parler tandis qu'au sud, au-delà du cimetière Bab El Khemis, se trouvent les quartiers Zohour 1 et 2.